# Касуми
Касуми је насељено место у Босни и Херцеговини у општини Јајце. Административно припада Федерацији Босне и Херцеговине, односно њеном Средњобосанском кантону. Према попису становништва из 2013. у насељу је било 232 становника, а већинску популацију у насељу чинили су Бошњаци.

## Становништво
По последњем службеном попису становништва из 2013. године у насељу Касуми живело је 232 становника, а село је било етнички хомогено са већинском бошњачком популацијом.
| Националност | 2013. | 1991.        | 1981.        | 1971.        |
| Бошњаци      | —     | 289 (90,60%) | 168 (82,35%) | 185 (80,79%) |
| Хрвати       | —     | 0            | 0            | 0            |
| Срби         | —     | 28 (8,77%)   | 33 (16,18%)  | 42 (18,34%)  |
| Југословени  | —     | 1 (0,31%)    | 1 (0,49%)    | 0            |
| Словенци     | —     | 0            | 0            | 1 (0,43%)    |
| остали       | —     | 1 (0,31%)    | 2 (0,98%)    | 1 (0,43%)    |
| Укупно       | 232   | 319          | 204          | 229          |